# Belz, Morbihan

Belz este o comună în departamentul Morbihan, Franța. În 1 ianuarie 2022 avea o populație de 3.869 de locuitori.